# Landeck
Landeck város Ausztriában, Tirol tartomány nyugati részén, lakosságszáma 7633. Az Inn folyó mellett helyezkedik el, Landecki járás központja.
1904-ben vált „vásárvárossá” vált, 1923-ban pedig városi rangot szerzett.
Karl Friedrich von Steinmetz élte le az utolsó éveit Landeckben és 1877 meghalt itt.